# Symmela costaricensis
Symmela costaricensis är en skalbaggsart som beskrevs av Moser 1924. Symmela costaricensis ingår i släktet Symmela och familjen Melolonthidae. Inga underarter finns listade i Catalogue of Life.